# باشگاه فوتبال کانتربوری سیتی
باشگاه فوتبال کانتربوری سیتی (به انگلیسی: Canterbury City Football Club) یک باشگاه فوتبال در شهر هرنه بای، کنت، کشور انگلستان است که در سال ۱۹۴۷ میلادی تأسیس شده‌است.